# GolfCross
Golfcross es una variante del golf desarrollado en Nueva Zelanda por Burton Silver. Es similar al golf, excepto que utiliza una pelota ovalada y los agujeros son reemplazadas por redes de las metas en suspensión. Además, el verde se sustituye por un "patio", y un jugador cuya bola está en el patio tiene derecho a convertir la red de la portería con el fin de enfrentarse a ellos.
Según Silver, la pelota ovalada está diseñado con el fin de dar al jugador más control sobre donde la pelota viaja. Burton Plata explica:
La pelota redonda es exactamente correcto para el golf que le obliga a ser golpeado por el suelo, así como a través del aire. Pero si un juego no tiene necesidad de que la bola ruede hacia un objetivo, la forma ovalada - que es más fácil de controlar - se convierte en una alternativa interesante.
Debido a que la pelota ovalada gira sobre dos ejes, es casi imposible enganchar o cortarlo. Sin embargo, los ganchos y las rebanadas controlados se consiguen fácilmente inclinando el balón en el adaptador camiseta especialmente diseñada. Back-spinning la pelota y ejecutarlo en también se puede lograr por la forma en que la pelota está configurado en el tee.
Según jugador Neozelandés Greg Turner, Golfcross es un juego más estratégico y táctico de golf normal, sobre todo en el juego por hoyos, y porque los jugadores están disparando a puerta, que tiende a ser más dramático y emocionante para jugar y ver.
Golfcross puede traer muchas ventajas al golf normal. El modo de pensar que la pelota casi nunca cortar o gancho poder recomprar al golf y se utiliza con eficacia.
Hay cursos Golfcross en Alemania, Argentina, Inglaterra, Irlanda, Escocia y Nueva Zelanda. Todavía no está claro qué tan ampliamente se juega Golfcross. El reciente interés se ha centrado en sus ventajas ecológicas. Debido a que no utiliza los greens, los productos químicos agrícolas pueden ser eliminados, y porque la pelota es fácil para cualquier jugador de la historia con la vuelta, fairways no requieren riego para mantenerlas suaves para reducir de marcha en inercia.
- Datos: Q5580550